# Diethaufe
Der Diethaufe und Diethäuflein waren ein Nürnberger Volumenmaß für Getreide.
- 1 Diethaufe = rund 5,1 Liter  (4,971 Liter[1])

Die Maßkette war
- 1 Simmer/Simra = 2 Malter/Scheffel = 16 Metzen/Strich = 64 Diethaufe = 128 Diethäuflein/Gescheid = 256 Maß[2]
- 1 Korn-Metzen = 4 Diethaufen =  8 Diethäuflein = 20,5 Liter[3]
- 1 Diethaufe = 2 Diethäuflein = 4 Maß